# Madopskrift
En madopskrift indeholder en liste over ingredienser og en tilberedningsfremgangsmåde.

## Eksterne henvisning
- Wikikogebogen på Wikibooks
- Google: Madlavning Arkiveret 16. april 2003 hos  Wayback Machine
- Kokkepigens blog: ressourceside om historiske kogebøger og opskrifter

| Mad og drikke | Spire Denne artikel om mad og drikke er en spire som bør udbygges. Du er velkommen til at hjælpe Wikipedia ved at udvide den. |